# Épitrite deuxième
L’épitrite deuxième (grec ancien ἐπίτριτος B', epitritos deutéros, « deuxième vers agrandi du tiers » en référence au compte des mores du pied, 4 mores étant égaux à 3 + 1/3 de 3 ; latin secundus epitritus ou secundus epitritos) est un pied tétrasyllabiques de la métrique antique et notamment de la poésie grecque et latine. Il est composé de trois syllabes longues et d’une syllabe brève. Ce pied contient 7 mores.
Son schéma métrique est |— ∪ — — | décomposable en | — ∪ | + | — — | soit 3 + 4 mores.
Ex. le mot latin  conditores  ou en grec le groupe nominal ἡ χελῑδών.
Le grammairien Héphestion d'Alexandrie mentionne des appellations alternatives, à savoir « karikos » (épitrite deuxième), « podios » (épitrite troisième) et « monogénès » (épitrite quatrième).
La poésie grecque utilisait principalement les épitrites deuxième et troisième ; le premier et le quatrième étaient considérés comme bancals par les Grecs.
Les vers dans lesquels alternent dactyles et épitrites sont appelés dactylo-épitrites, terme introduit par August Rossbach et Rudolf Westphal.